# Ein Ding ist ein Ding
Ein Ding ist ein Ding (ital.: Una cosa è una cosa) ist eine Sammlung von 26 Kurzgeschichten von Alberto Moravia.

## Inhalt und Erzählweise
Ähnlich wie in Moravias früherem Kurzgeschichtenband Römische Erzählungen weisen die Geschichten einige inhaltliche und strukturelle Parallelen auf: Alle sind sechs bis acht Seiten lang, die Handlung ist in Rom angesiedelt und wird von einem männlichen Ich-Erzähler wiedergegeben - in den ersten 25 Geschichten ein Mann, in der letzten ein Hund. Es sind eher realistische Alltagsgeschichten, von denen aber einige einen Zug ins Groteske oder Traumartig-Surreale annehmen, dadurch, dass man als Rezipient die Handlung durch den Filter einer gestörten Selbst- und Weltwahrnehmung des Ich-Erzählers präsentiert bekommt.

## Titel der Geschichten
1. Befiehl - ich gehorche
2. Celstina
3. Der Durchschnittstyp
4. Ins Garn gegangen
5. Kontakt
6. Der Allesseher
7. Geronzio
8. Wach auf
9. Gilda
10. Die Jagd
11. Zurück
12. Der Mann mit dem Bart
13. Die chinesische Dose
14. Indizien
15. Wir wollen es nicht dramatisieren
16. Wer sagt denn das?
17. Die Mauer und die Geranie
18. Ein Ding ist ein Ding
19. Maschinen, die uns dienen
20. Doppelleben
21. Gewissen nach Bedarf
22. Dinge, die wachsen
23. Das Monstrum
24. Versöhnung
25. Venusbewohner
26. Die Gerüche und der Knochen

## Ausgaben
Die Originalausgabe erschien 1967 im Verlag Bompiani in Mailand, die deutsche Übersetzung von Katarina Helmling erschien 1969 im Verlag Kurt Desch. 1971 folgte eine Lizenzausgabe des Aufbau-Verlags. Weitere Übersetzungen erschienen in englischer, französischer, dänischer, schwedischer, polnischer, tschechischer und vietnamesischer Sprache.

## Quelle
- Alberto Moravia: Ein Ding ist ein Ding. Erzählungen. Aufbau-Verlag Berlin und Weimar 1971.